# RDFa Lite
Le RDFa Lite est un sous ensemble du RDFa (the Resource Description Framework in attributes). Il est plus simple à utiliser que le RDFa mais moins complet. Il est une recommandation du W3C.

## Exemple de code
```
<p
 
vocab=
"http://schema.org/"
>

          
My
 
name
 
is
 
Manu
 
Sporny
 
and
 
you
 
can
 
give
 
me
 
a
 
ring
 
via
 
1-800-555-0199.

</p>

```

```
<p
 
vocab=
"http://schema.org/"
 
typeof=
"Person"
>

   
My
 
name
 
is

   
<span
 
property=
"name"
>
Manu
 
Sporny
</span>

   
and
 
you
 
can
 
give
 
me
 
a
 
ring
 
via

   
<span
 
property=
"telephone"
>
1-800-555-0199
</span>

   
or
 
visit

   
<a
 
property=
"url"
 
href=
"http://fish.carpe.poisson/"
>
my
 
homepage
</a>
.

</p>

```

```
<p
 
vocab=
"http://schema.org/"
 
resource=
"#manu"
 
typeof=
"Person"
>

   
My
 
name
 
is

   
<span
 
property=
"name"
>
Manu
 
Sporny
</span>

   
and
 
you
 
can
 
give
 
me
 
a
 
ring
 
via

   
<span
 
property=
"telephone"
>
1-800-555-0199
</span>
.

   
<img
 
property=
"image"
 
src=
"http://manu.sporny.org/images/manu.png"
 
/>

</p>

```

## Version
Le RDFa Lite est paru en version 1.1 (Recommandation) le 17 mars 2015, la version 1.0 date du 7 juin 2012.